# Concordia (kommun i Mexiko, Sinaloa, lat 23,36, long -106,00)
Concordia är en kommun i Mexiko.   Den ligger i delstaten Sinaloa, i den centrala delen av landet, 800 km nordväst om huvudstaden Mexico City. Antalet invånare är 27 157. Arean är 1 524 kvadratkilometer.
Terrängen i Concordia är kuperad åt sydväst, men åt nordost är den bergig.
Följande samhällen finns i Concordia:
- Concordia
- Mesillas
- El Huajote
- Santa Lucía
- Potrerillos
- Santa Catarina
- Chupaderos
- La Embocada
- Los Cerritos
- Los Naranjos
- El Tiro
- Magistral
- La Capilla del Taxte
- La Guayanera
- La Guásima
- Ejido Caleritas
- La Cañita
- El Batel